# Arkus kosekans

Grafy funkcí arkus sekans a arkus kosekans

Arkus kosekans (psáno také jako arkuskosekans) je cyklometrická funkce. Značí se {\displaystyle \operatorname {arccsc} x}.

## Definice
Funkce {\displaystyle y=\operatorname {arccsc} x} je inverzní k funkci {\displaystyle x=\csc y\;\left(-{\frac {\pi }{2}}\leq y\leq {\frac {\pi }{2}},\;y\neq 0\right)}; je definována pro {\displaystyle x\in \left(-\infty ,-1\right\rangle \cup \left\langle 1,+\infty \right)}.

## Vlastnosti
| Značení:         | {\displaystyle y=\operatorname {arccsc} x\;\;} {\displaystyle \qquad \left(\;{\mbox{resp.}}\quad \operatorname {arccosec\,} x,\quad \csc ^{-1}x\;\right)} |
| Definiční obor   | {\displaystyle \left(-\infty ,-1\right\rangle \cup \left\langle 1,+\infty \right)} |
| Obor hodnot      | {\displaystyle \left\langle -{\frac {\pi }{2}},0\right)\cup \left(0,{\frac {\pi }{2}}\right\rangle } |
| Omezenost        | Je omezená |
| Monotonie        | Je ryze klesající na intervalu {\displaystyle \left(-\infty ,-1\right\rangle } Je ryze klesající na intervalu {\displaystyle \left\langle 1,+\infty \right)} Není ryze klesající na svém definičním oboru, ale je prostá                                                                                                   |
| Symetrie         | Je lichá, není sudá |
| Periodicita      | Není periodická |
| Limity           | {\displaystyle \lim _{x\to \pm \infty }\operatorname {arccsc} x=0} |
| Inverzní funkce  | {\displaystyle x=\csc y} (kosekans) |
| Derivace         | {\displaystyle {\mathrm {d} \over \mathrm {d} x}\,\operatorname {arccsc} x=-{\frac {1}{\|x\|{\sqrt {x^{2}-1}}}}} |
| Integrál         | {\displaystyle \int \operatorname {arccsc} x\,\mathrm {d} x=x\operatorname {arccsc} x+{\frac {x}{\|x\|}}\ln \left\|x+{\sqrt {x^{2}-1}}\right\|+C} |
| Taylorova řada   | {\displaystyle \operatorname {arccsc} x=x^{-1}+{\frac {1}{3}}x^{-3}+{\frac {3}{40}}x^{-5}+{\frac {5}{112}}x^{-7}+\dots \qquad } v okolí nekonečna |
| Významné hodnoty | {\displaystyle {\begin{array}{c\|ccc}x&-2&-{\sqrt {2}}&-{\frac {2}{\sqrt {3}}}&-1&1&{\frac {2}{\sqrt {3}}}&{\sqrt {2}}&2\\\hline \operatorname {arccsc} x&-{\frac {\pi }{6}}&-{\frac {\pi }{4}}&-{\frac {\pi }{3}}&-{\frac {\pi }{2}}&{\frac {\pi }{2}}&{\frac {\pi }{3}}&{\frac {\pi }{4}}&{\frac {\pi }{6}}\end{array}}} |

## Vzorce
{\displaystyle {\begin{array}{lcll}\operatorname {arcsec} x+\operatorname {arccsc} x&=&{\frac {\pi }{2}}\\\operatorname {arccsc} x+\operatorname {arccsc}(-x)&=&0\\\operatorname {arccsc} x+\operatorname {arccsc} y&=&\operatorname {arccsc} \left({\frac {xy}{x\,{\sqrt {1-{\frac {1}{x^{2}}}}}\,+\,y\,{\sqrt {1-{\frac {1}{y^{2}}}}}}}\right)\\\operatorname {arccsc} x-\operatorname {arccsc} y&=&\operatorname {arccsc} \left({\frac {xy}{y\,{\sqrt {1-{\frac {1}{y^{2}}}}}\,-\,x\,{\sqrt {1-{\frac {1}{x^{2}}}}}}}\right)\\\end{array}}}
{\displaystyle \operatorname {arccsc} x=\arcsin \left({\frac {1}{x}}\right)}
{\displaystyle \operatorname {arccsc} x=\int _{x}^{+\infty }{\frac {{\mathrm {d} }t}{t\,{\sqrt {t^{2}-1}}}},\quad x\geq 1}
{\displaystyle \operatorname {arccsc} x={\frac {\sqrt {1-{\frac {1}{x^{2}}}}}{x-\displaystyle {\frac {2x}{3x^{2}-\displaystyle {\frac {2x^{2}}{5x^{2}-\displaystyle {\frac {12x^{2}}{7x^{2}-\displaystyle {\frac {12x^{2}}{9x^{2}-\dots }}}}}}}}}},\quad |x|>1}